# Flydubai Flight 981

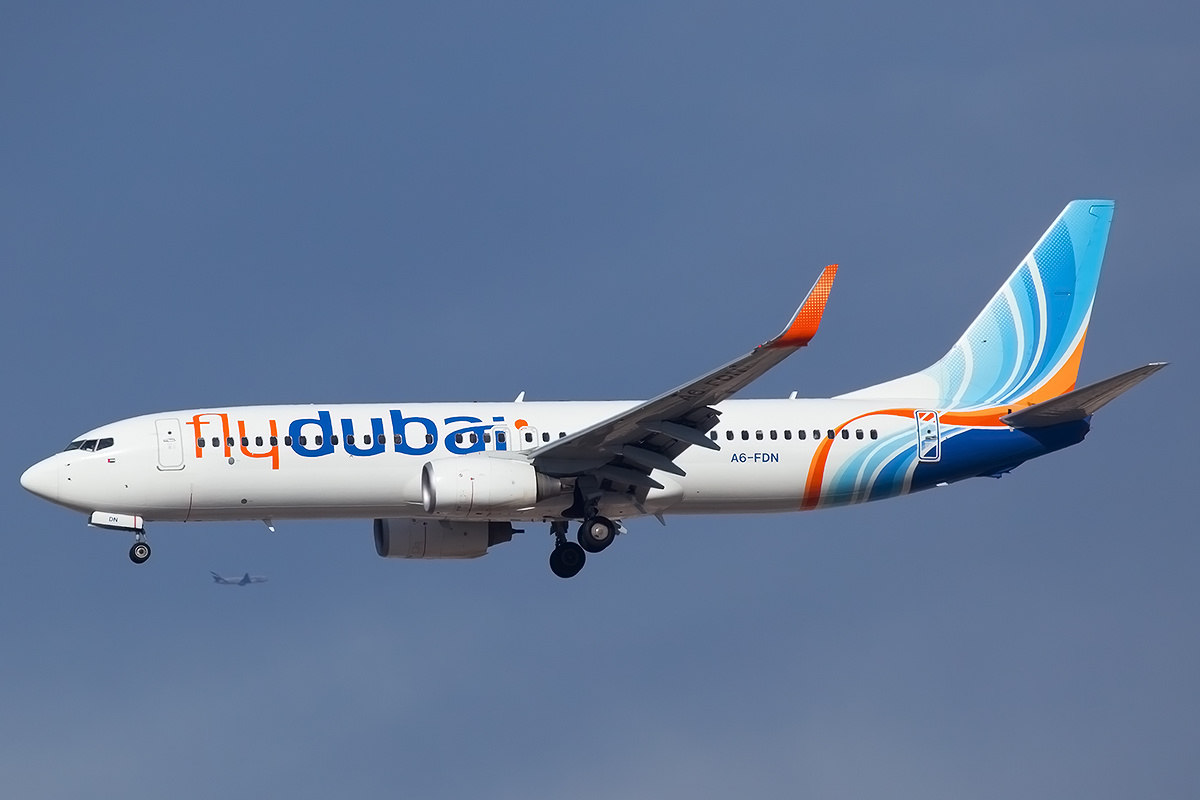
De förolyckade flygplanet i Dubai 2013.

Flydubai Flight 981 var en Boeing 737-8KN från flygbolaget Flydubai som havererade i Rostov-na-Donu den 19 mars 2016 klockan 3:42 lokal tid. Alla 62 i planet omkom i olyckan. Orsaken till haveriet är fortfarande under utredning, men det finns åsikter om pilotfel  och missförstånd.

## Utredning
Haveriutredningen började två dagar efter haveriet. Boeing hjälpte till med utredningen. De första teorier sa att en av piloterna begick självmord genom att krascha planet. Men sedan kom teorier om pilotfel, vilket de flesta tror på.[källa behövs]

## Passagerarnas och besättningens nationaliteter
| Nationalitet | Passagerare | Besättning | Totalt |
| ------------ | ----------- | ---------- | ------ |
| Ryssland     | 44          | 1          | 45     |
| Ukraina      | 8           | 0          | 8      |
| Indien       | 2           | 0          | 2      |
| Uzbekistan   | 1           | 0          | 1      |
| Spanien      | 0           | 2          | 2      |
| Colombia     | 0           | 1          | 1      |
| Cypern       | 0           | 1          | 1      |
| Kirgizistan  | 0           | 1          | 1      |
| Seychellerna | 0           | 1          | 1      |
| TOTALT       | 55          | 7          | 62     |

## Fotnoter
1. 1 2 3  An Illusion Made FlyDubai Pilots Crash Their Plane Into the Ground
2. ↑  Gulf News AVIATION Arkiverad 21 april 2018 hämtat från the Wayback Machine. Flydubai confirms names of flight 981 passengers and crew
3. ↑  Investigation Into Cause of FlyDubai Jet Crash in Russia Gets Under Way
4. ↑  Boeing to Assist Investigation Into FlyDubai Flight 981 Crash in Russia
5. ↑  Was Flydubai jet crash that killed 62 people a SUICIDE?